# 11847 Winckelmann
A 11847 Winckelmann (ideiglenes jelöléssel 1988 BY2) a Naprendszer kisbolygóövében található aszteroida. Freimut Börngen fedezte fel 1988. január 20-án.
Nevét Johann Joachim Winckelmann (1717 – 1768) német régész után kapta.